# Max Lillie
Max T. Lillie född Max Theo Liljestrand 1881 i Stockholm död september 1913 i Galesburg i USA, var en svensk-amerikansk flygpionjär. 
Lillie utvandrade från Sverige 1903. Han startade ett företag i St. Louis, men när flygintresset spred sig i USA bestämde sig Lillie för att bli pilot. När Expert Aviator's Certificates delades ut 1910 erhöll han certifikat nummer 1. Som flygare räknades han som mycket duktig, och han genomförde ett stort antal flygningar utan den minsta skråma på sina flygplan. Han var under flera år verksam som flyglärare i Chicago. 8 juli 1913 deltog Lillie i den stora sjöflygplanstävlingen Aero & Hydro med en 70 hk Walco flygbåt. Bland de medtävlande märktes piloterna Tom Benoist, Antony Jannus och Hugh Robinson. 
I september 1913 ställde Lillie upp vid en flyguppvisning i Galesburg. När han skulle genomföra en sväng framför publiken bröts ena vingen av och flygplanet kollapsade i luften. Lillie som flög ett Wrightflygplan, där man satt framför motorn längst fram, krossades av den bakomvarande motorn när flygplanet slog i marken.
Under flygets första 10 år inträffade de flesta dödsfallen vid flyghaverier med Wrightflygplan. Förutom Lillie omkom även Calbraith Rodgers, Howard Gill, Ralph Johnstone och Arch Hoxsey i Wrightflygplan.